# Romahapa
Romahapa es un pequeño asentamiento en the Catlins, en Otago, Isla Sur de Nueva Zelanda. Se encuentra situado entre las ciudades de Balclutha y Owaka. 
El 15 de diciembre de 1885 se inauguró un ramal ferroviario que unía Balclutha con Romahapa. La localidad se convirtió en el fin de la línea durante algún tiempo, hasta que el 7 de julio de 1891 se inauguró una extensión hasta Glenomaru. Esta línea férrea, conocida como el ramal de Río Catlins, se amplió hasta Tahakopa y pasó por Romahapa hasta su cierre el 27 de febrero de 1971. Actualmente, la estación de la localidad se mantiene en pie, así como el puente de madera por el que pasaban los trenes.   
- Datos: Q7361523